# Gracie Allen
Grace Ethel Cecile Rosalie Allen (26 de julio de 1895-27 de agosto de 1964), conocida como Gracie Allen, fue una actriz y humorista estadounidense.

## Biografía

### Primeros años
Nacida en San Francisco (California), sus padres eran George Allen y Margaret Darragh. Estudió en la Star of the Sea Convent School, y durante ese tiempo llegó a ser una bailarina de talento. Pronto empezó a interpretar bailes irlandeses con sus tres hermanas, haciéndose ellas llamar "The Four Colleens." En 1909 Allen se unió a su hermana Bessie para actuar en el vodevil. En una interpretación en 1922 Allen conoció a George Burns y ambos trabajaron juntos en una comedia. La pareja se casó el 7 de enero de 1926 en Cleveland (Ohio).

#### Fecha de nacimiento no aclarada
Según la fuente, Gracie Allen podría haber nacido el 26 de julio de 1895, 1897, 1902, o 1906. Los registros de la Ciudad y Condado de San Francisco resultaron destruidos en el terremoto de San Francisco de 1906. Su marido, George Burns, también afirmaba no conocer exactamente la edad de Allen, aunque consideraba más probable la de 1902, que aparece en su certificado de defunción. Sin embargo, la información más fiable es la del censo estadounidense, que afirma que nació en julio de 1895.

### Dúo cómico
Burns y Allen empezaron a actuar formando un dúo cómico. El público reía más ante la actuación de Allen, por lo que de manera paulatina se desplazó el centro del interés cómico al personaje representado por ella. Ambos viajaron por el país actuando en locales de vodevil. Muchos de sus números se grabaron en cortos rodados mientras la pareja actuaba en el escenario. 

### Radio
A principios de la década de 1930, como otras muchas estrellas del vodevil de la época, Burns y Allen empezaron a actuar en la radio. Su show tuvo un éxito modesto, pues era originalmente continuación de sus números originales del vodevil. Burns decidió cambiar el formato del programa creando una comedia de situación en la que interpretaban a una pareja casada solucionando los problemas causados por la "ilógica lógica" de Allen, usualmente con la ayuda de los vecinos Harry y Blanche Morton y del locutor Bill Goodwin (más adelante sustituido por Harry von Zell en la serie televisiva de la pareja).

### Televisión
Hacia 1948 Burns y Allen entraron a formar parte de la CBS.  Su buen amigo Jack Benny les convenció para integrarse en la cadena. El show radiofónico de Burns y Allen entró en la programación de la CBS, y un año más tarde apareció su programa de televisión, en el que siguieron con la fórmula usada por ellos en la radio. Allen se retiró en 1958, y Burns intentó continuar el programa sin ella, renombrándolo The George Burns Show, con el mismo elenco, pero sin su esposa. El nuevo programa duró apenas un año.

### Cine
A principios de la década de 1930 Burns y Allen rodaron cortos, preservando varios de sus números clásicos de vodevil. También hicieron dos películas bajo la dirección de W.C. Fields (International House (1933) y Six of a Kind (1934)), y protagonizaron junto a Fred Astaire A Damsel in Distress, un musical con partitura original de George Gershwin, en la que se oía la canción "A Foggy Day". Fue el primer film de Astaire sin Ginger Rogers. Ésta fue la película de mayor fama interpretada por Gracie Allen.

### Vida privada
En los años treinta Burns y Allen adoptaron dos niños, Sandra Jean y Ronald John, tras descubrir que no podían tener hijos. Ronnie acabó trabajando en el programa televisivo de sus padres interpretando al hijo de ambos. Sandy, por contraste, solo hizo alguna pequeña actuación ocasional en el show, abandonando la actuación para dedicarse a la enseñanza.
La razón de su retiro en 1958 fue su mala salud. Gracie Allen se vio aquejada de una enfermedad cardiaca y falleció a causa de un infarto agudo de miocardio en Hollywood, California, en 1964. Fue enterrada en el Cementerio Forest Lawn Memorial Park en Glendale (California). Su esposo la sobrevivió más de 30 años.

## Filmografía
- Lambchops (1929) (corto)
- The Big Broadcast (1932) (primer largometraje)
- College Humor (1933)
- International House (1933)
- Many Happy Returns (1934) (primer papel protagonista)
- Six of a Kind (1934)
- We're Not Dressing (1934)
- Love in Bloom (1935)
- Here Comes Cookie (1936)
- A Damsel in Distress (1937)
- College Swing (1938)
- Honolulu (1939)
- The Gracie Allen Murder Case (1939) (sin Burns — un film de misterio del personaje de S.S. Van Dine "Philo Vance")
- Mr. and Mrs. North (1941) (segundo film de misterio sin Burns)
- Two Girls and a Sailor (1944) (última película)

## Interpretaciones radiofónicas
- The Robert Burns Panatella Show: 1932 - 1933 CBS
- The White Owl Program: 1933 - 1934 CBS
- The Adventures of Gracie: 1934 - 1935 CBS
- The Campbell's Tomato Juice Program: 1935 - 1937 CBS
- The Grape Nuts Program: 1937 - 1938 NBC
- The Chesterfield Program: 1938 - 1939 CBS
- The Hinds Honey and Almond Cream Program: 1939 - 1940 CBS
- The Hormel Program: 1940 - 1941 NBC
- The Swan Soap Show: 1941 - 1945 NBC, CBS
- Maxwell House Coffee Time: 1945 - 1949 NBC
- The Amm-i-Dent Toothpaste Show: 1949 - 1950 CBS